# Аксіома залежного вибору
Аксіома залежного вибору — одне з послаблень аксіоми вибору.

## Означення
Бінарне відношення {\displaystyle R} на {\displaystyle X} називається повним, якщо {\displaystyle \forall a\in X,\exists b\in X:\;a\,R~b}.
Аксіома стверджує: 
Для непорожньої множини] {\displaystyle X} повного відношення  {\displaystyle R} на {\displaystyle X,} існує послідовність {\displaystyle (x_{n})_{n\in \mathbb {N} }} в {\displaystyle X} така, що: 
{\displaystyle x_{n}\,R~x_{n+1}\quad \forall n\in \mathbb {N} .}

## Використання
Аксіома містить саме те твердження, що необхідне для існування послідовності побудованою трансфінітною індукцією зліченної довжини.

## Еквівалентні твердження
- Теорема Бера про категорії для повних метричних просторів
- Теорема Льовенгейма — Сколема
- послабленої леми Цорна: якщо в частково впорядкованій множині всі ланцюги скінченні, то множина має максимальний елемент.